# Кверфурт
Кверфурт (њем. Querfurt) град је у њемачкој савезној држави Саксонија-Анхалт. Једно је од 29 општинских средишта округа Зале. Према процјени из 2010. у граду је живјело 12.155 становника. Посједује регионалну шифру (AGS) 15088305.

## Географски и демографски подаци
Кверфурт се налази у савезној држави Саксонија-Анхалт у округу Зале. Град се налази на надморској висини од 168 метара. Површина општине износи 155,3 km². У самом граду је, према процјени из 2010. године, живјело 12.155 становника. Просјечна густина становништва износи 78 становника/km².

## Међународна сарадња
| Мјесто  | Држава | Врста сарадње | Од    |
| ------- | ------ | ------------- | ----- |
| Гижицко | Пољска | контакт       | 2000. |
| Извор   |        |               |       |